# قائم‌آباد (بوئین میاندشت)
قائم‌آباد روستایی در دهستان ییلاق بخش مرکزی شهرستان بوئین و میاندشت استان اصفهان ایران است.

## مردم
مردم این روستا به زبان لری تکلم میگنند

## جمعیت
بر پایه سرشماری عمومی نفوس و مسکن در سال ۱۳۹۵ جمعیت این روستا ۷۷۳ نفر (۲۷۸خانوار) بوده‌است.